# Metioche fusconatata
Metioche fusconatata är en insektsart som beskrevs av Lucien Chopard 1934. Metioche fusconatata ingår i släktet Metioche och familjen syrsor. Inga underarter finns listade i Catalogue of Life.